# Chris te Lintum
Chris te Lintum (Winterswijk, 10 april 1863 - 's-Gravenhage, 5 februari 1930) was een Nederlands geschiedenisleraar en schrijver.

## Loopbaan
Te Lintum volgde van 1874-1877 de HBS met 3-jarige cursus te Winterswijk en van 1877-1881 de Kweekschool voor onderwijzers te Deventer. Van 1881-1888 was hij onderwijzer aan een lagere school. In 1886 behaalde hij zijn akte MO-aardrijkskunde en in 1891 de akte MO-geschiedenis. Van 1894-1898 doceerde hij aan de Nederlandse School voor Handel en Nijverheid te Enschedé en van 1898-1927 was hij leraar geschiedenis aan de Rotterdamse 's-Gravendijkwal-HBS. In juli 1895 slaagde hij cum laude voor het doctoraal examen in de geschiedenis aan de Universiteit van Leipzig op het proefschrift Das Haarlemer Schützenwesen (De Haarlemse schutterij). Hij was enkele jaren docent aan de Haarlemse privéschool Instituut Prins. Op 16 juli 1903 trouwde hij te Rotterdam Maria Agnes van der Looij van der Leeuw. Zij woonden aan de Rotterdamse Nieuwe Binnenweg en hadden drie dochters. In april 1911 verhuisden zij naar Den Haag. Te Lintum zette zich in voor verbetering van het geschiedenisonderwijs.

## Artikelen
- De textielindustrie te Oud-Rotterdam, 1900, Rotterdams Jaarboekje, Rotterdam
- Rotterdam en de oprichting van de Ned. Handelmij, 1904, Rotterdams Jaarboekje, Rotterdam
- De oudste stadsrekeningen van Rotterdam, 1905, Nieuwe Rotterdamse Courant, Rotterdam
- De Rotterdamse Beurs als historisch monument, Nieuwe Rotterdamse Corant, Rotterdam
- De oorzaken van Rotterdams opkomst en ontwikkeling, 1908, Brill, Leiden
- Emigratie over Rotterdam in de 18e eeuw, 1908, Van Kampen, Amsterdam
- Rotterdam bij de nadering van de cholera in 1832, 1908, Ned. Kiosken Mij, Rotterdam
- Een Rotterdamsch gedenkschrift uit de Patriottentijd, 1909, Müller, Amsterdam
- De oprichting der Rotterdamse kamer der WIC, 1910, Rotterdams Jaarboekje, Rotterdam
- Het teeken des verkeers, 1911, Delwel, Den Haag
- Rotterdam en omgeving, 1913, Van Kampen, Amsterdam
- Het tuindorp van De Gelder op de Heijplaat bij Rotterdam, Alg. Ned. Ver, v. Vreemdelingenverkeer
- How Rotterdam became the second seaport of the continent ... , 1919, Kapteijn, Amsterdam
- Mag de oude beurs verdwijnen ?, 1938, Rotterdams Nieuwsblad, Rotterdam